# Radingrad
Radingrad (bułg. Радинград) – wieś w Bułgarii, w obwodzie Razgrad, w gminie Razgrad. W 2023 roku liczyła 308 mieszkańców.